# Dzietrzychowice (gmina)

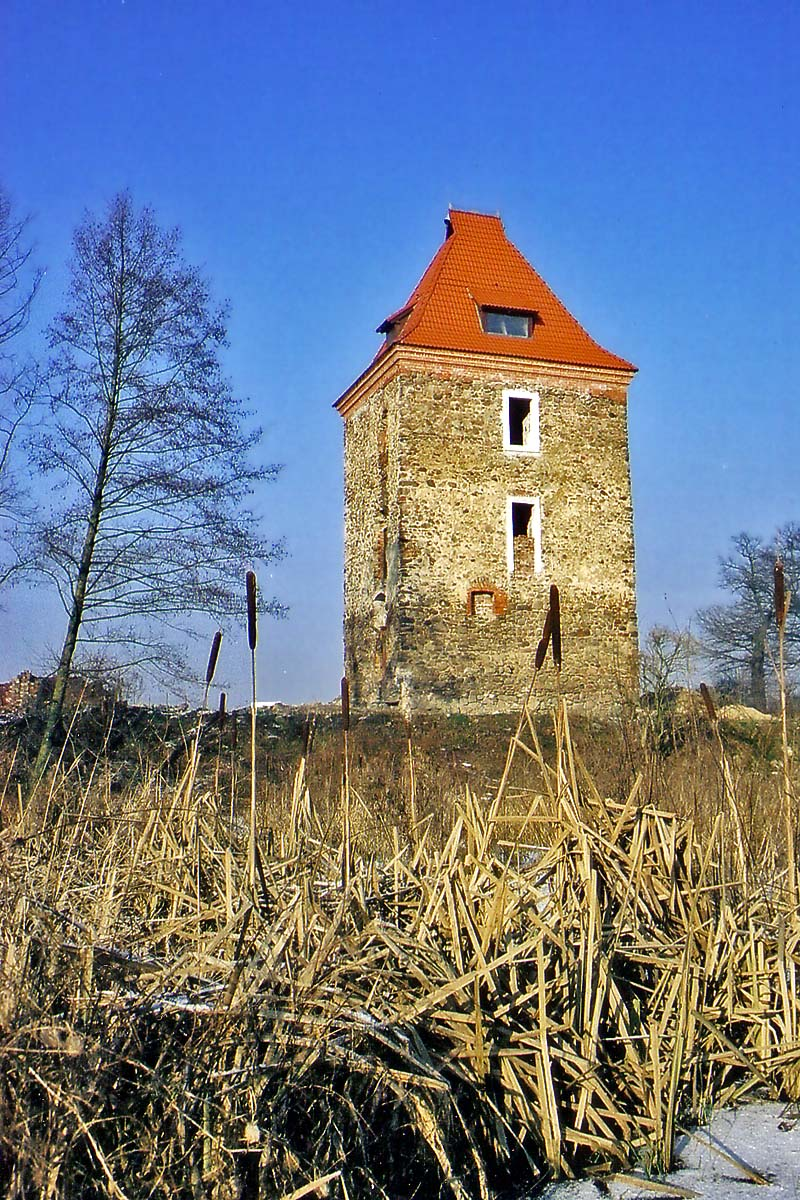
Wieża rycerska w Dzietrzychowicach

Dzietrzychowice (od 1973 Żagań) – dawna gmina wiejska istniejąca w latach 1946–1954 w woj. wrocławskim i woj. zielonogórskim (dzisiejsze woj. lubuskie). Siedzibą władz gminy były Dzietrzychowice.
Gmina Dzietrzychowice powstała po II wojnie światowej (1945) na terenie tzw. Ziem Odzyskanych (tzw. II okręg administracyjny – Dolny Śląsk). 28 czerwca 1946 gmina – jako jednostka administracyjna powiatu żagańskiego – weszła w skład nowo utworzonego woj. wrocławskiego. 6 lipca 1950 gmina wraz z całym powiatem żagańskim weszła w skład nowo utworzonego woj. zielonogórskiego.
Według stanu z 1 lipca 1952 gmina składała się z 11 gromad: Bukowina Bobrzańska, Chrobrów, Dzietrzychowice, Jabłonów, Jelenin, Kącik, Kocin, Marysin, Pożarów, Stara Kopernia i Stary Żagań. Gmina została zniesiona 29 września 1954 wraz z reformą wprowadzającą gromady w miejsce gmin. Jednostki nie przywrócono 1 stycznia 1973 wraz z kolejną reformą reaktywującą gminy, utworzono natomiast jej terytorialny odpowiednik, gminę Żagań.